# Lieven de Key
Lieven de Key, född 1560 i Gent, död 17 juli 1647 i Haarlem, var en nederländsk arkitekt.
Lieven de Key var från 1593 stadsbyggmästare i Haarlem, där han gjorde ritning bland annat till stadens berömda slakthus. Bland Keys arbeten märks också det ståtliga rådhuset i Leiden. Han representerar den utbildade renässansen i Holland.

## Fotnoter
1. 1 2  Lieven de Key, Biografisch Portaal (på nederländska), Biografisch Portaal-nummer: 69838914.[källa från Wikidata]
2. ↑  Athenaeum, Atheneum konstnärs-ID: 10906, läst: 9 oktober 2017.[källa från Wikidata]
3. ↑  ECARTICO, ECARTICO person-ID: 24672, läst: 9 oktober 2017.[källa från Wikidata]
4. ↑  RKDartists, RKDartists-ID: 257078, läst: 23 augusti 2017.[källa från Wikidata]
5. ↑  Structurae, Structurae person-ID: 1005733, läst: 9 oktober 2017.[källa från Wikidata]